# RBS TV Santa Maria
RBS TV Santa Maria é uma emissora de televisão brasileira com sede no bairro Patronato, em Santa Maria, RS. Opera no canal 12 (33 UHF digital) e é afiliada à TV Globo. A emissora integra a RBS TV, rede de televisão pertencente ao Grupo RBS. Seus estúdios estão localizados no bairro Patronato, e sua antena de transmissão está no alto do Morro da Caturrita.

## História

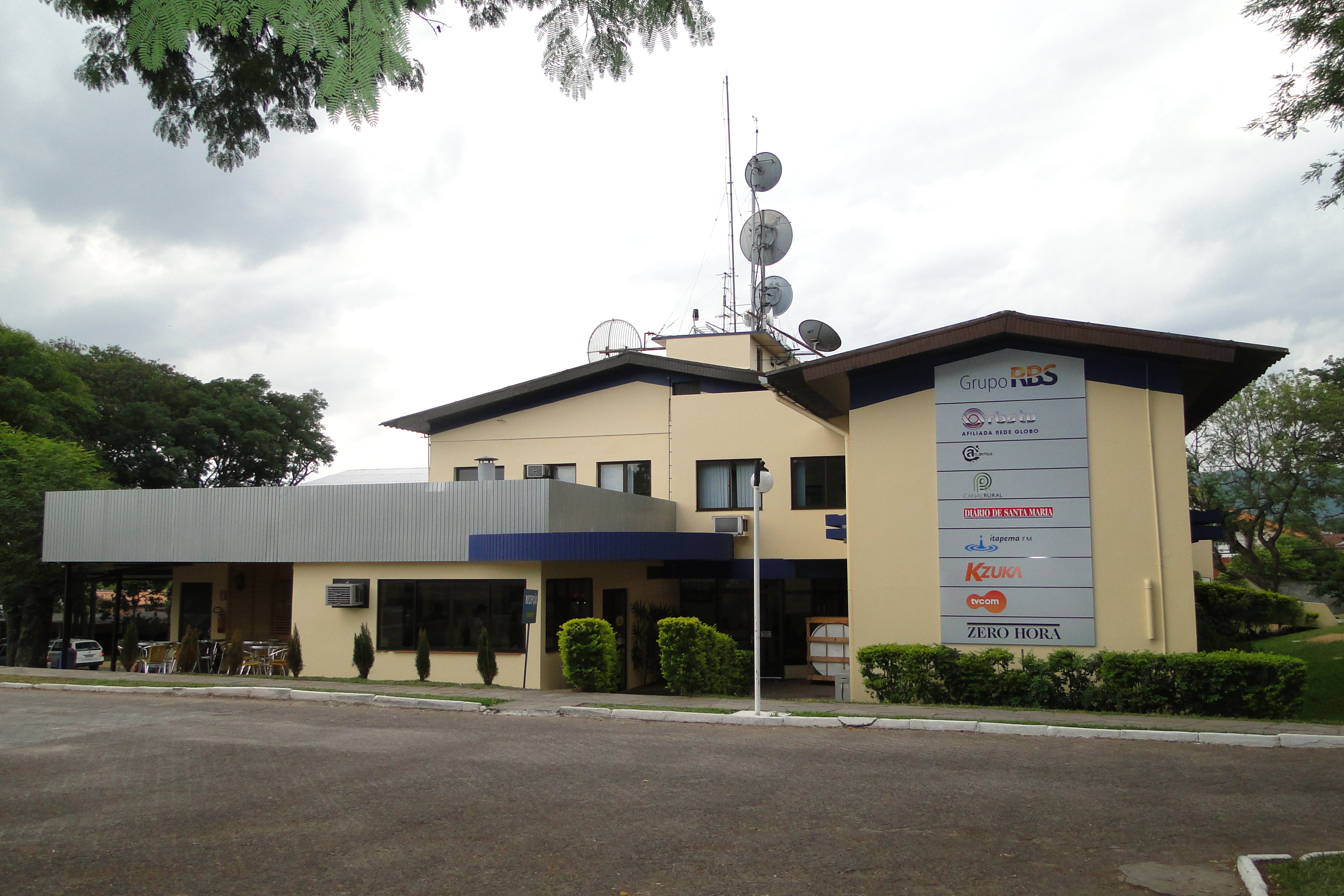
Sede da RBS TV Santa Maria

A TV Imembuí, canal 12 de Santa Maria, foi fundada em 13 de dezembro de 1969 pelo grupo que também mantinha a Rádio Imembuí no município com o apoio da TV Gaúcha, de Porto Alegre, e de José Mariano da Rocha Filho, reitor da Universidade Federal de Santa Maria (UFSM). A emissora é uma das pioneiras no interior gaúcho, ao lado da TV Caxias, canal 8 de Caxias do Sul.
Em seus primeiros anos, a TV Imembuí, instalada nos fundos das dependências da Rádio Imembuí, foi marcada pelo amadorismo e pelo caráter artesanal. A emissora estava equipada com duas câmeras Maxwell, uma mesa de controle de som, uma mesa de corte e telecine. Era transmitida do alto do Morro da Caturrita, através de um transmissor de micro-ondas. Além dos programas locais produzidos em Santa Maria, a TV Imembuí também transmitia a programação da TV Gaúcha no período da tarde.
Devido à falta de recursos publicitários para prosseguir com as produções locais da emissora, que preenchiam a maior parte da grade da TV Imembuí, em 1973, o controle acionário do canal 12 de Santa Maria passou a ser da TV Gaúcha, de Maurício Sirotsky Sobrinho, o que marcou o início de uma nova fase na emissora. Em 9 de setembro de 1973, a TV Imembuí passou a integrar o Grupo RBS. Ao se juntar ao grupo, também passou a ser afiliada à TV Globo, retransmitindo a programação estadual da TV Gaúcha e a programação nacional da Rede Globo, produzidas em Porto Alegre e no Rio de Janeiro, respectivamente.
A RBS TV Santa Maria cobre a região centro-oeste do Rio Grande do Sul e, de segunda a sexta-feira, produz os dois blocos locais do Jornal do Almoço, com duração de 20 minutos cada um, que são retransmitidos também pela RBS TV Uruguaiana, ampliando sua cobertura para 44 municípios.

## Sinal digital
| Canal virtual | Canal digital | Proporção de tela | Programação                                         |
| ------------- | ------------- | ----------------- | --------------------------------------------------- |
| 12.1          | 33 UHF        | 1080i             | Programação principal da RBS TV Santa Maria / Globo |

O jornal Zero Hora anunciou na edição de 10 de novembro de 2011 que a emissora passaria a transmitir o seu sinal digital, pelo Canal 33, até o final do ano, sendo a primeira retransmissora nesse sistema no interior do Estado, porém o lançamento da transmissão digital ocorreu dia 18 de abril de 2013.
Transição para o sinal digital
Com base no decreto federal de transição das emissoras de TV brasileiras do sinal analógico para o digital, a RBS TV Santa Maria, bem como as outras emissoras de Santa Maria, cessou suas transmissões pelo canal 12 VHF em 17 de dezembro de 2018, seguindo o cronograma oficial da ANATEL.